# Toya salambo
Toya salambo är en insektsart som beskrevs av Ronald Gordon Fennah 1964. Toya salambo ingår i släktet Toya och familjen sporrstritar. Inga underarter finns listade i Catalogue of Life.